# 대한민국 제3대 대통령 선거 조선민주당 후보 선출
1956년 대한민국 정·부통령 선거 조선민주당 후보 선출은 1956년 4월 3일 조선민주당이 이승만 대통령을 제3대 대통령 후보로, 이윤영 전 무임소 장관을 제4대 부통령 후보로 추대한 것을 말한다.

## 배경
조선민주당은 유력한 정치인이 없었으므로 사실상 유일한 거물급 인사인 이윤영 전 의원이 지난 번에 이어 부통령 후보로 지명될 것이 확실시되었다. 대통령 후보 역시 4년 전과 마찬가지로 이승만 대통령을 지지하자는 것이 중론이었는데, 일각에서는 4년 전과 달리 이승만 대통령이 확고하게 자유당 이기붕 후보를 러닝메이트로 내세우고 있다는 점에서 독자 대통령 후보를 내야 하는 게 아니냐는 의견도 나왔으나 어차피 마땅한 대통령 후보감이 있는 것도 아니라 무산되었다.

## 선출
조선민주당은 4월 3일 중앙상무집행위원회를 열고 부통령 후보로 이윤영 수석최고위원을 부통령 후보로 지명하였다.
그러나 이승만 대통령이 이범석 대신 이윤영을 러닝메이트로 지지할지도 모른다는 분위기가 감돌던 4년 전과 달리 이승만 대통령이 자유당의 이기붕 후보를 전폭 지지하는 상황에서 이윤영의 출마는 호응을 얻지 못하였다.

## 같이 보기
- 대한민국 제3대 대통령 선거